# Kleve (Familienname)
Kleve ist ein deutscher Familienname.

## Namensträger

### Namensträger
- Heiko Kleve (* 1969), deutscher Sozialwissenschaftler
- Knut Kleve (1926–2017), norwegischer Altphilologe

### Historische Personen
- Adolf von Kleve (1425–1492), Herr von Ravenstein
- Adolf von Kleve (um 1334–1394), Bischof von Münster, Elekt von Köln, Graf von Kleve, Graf von der Mark, siehe Adolf III. von der Mark
- Adolf von Kleve (1373–1448), Herzog von Kleve, Graf von der Mark, Herr von Ravenstein, siehe Adolf II. (Kleve-Mark)
- Amalia von Kleve (1517–1586), Prinzessin von Kleve
- Anna von Kleve (1515–1557), Ehefrau von König Heinrich VIII. von England
- Arnold I. (Kleve) (um 1100–1147), Graf von Kleve
- Arnold II. (Kleve) († vor 1200), Regent von Kleve
- Dietrich (II.) (Kleve), möglicherweise Graf von Kleve
- Dietrich I./III. (Kleve) (um 1070–1120), Graf von Kleve
- Dietrich II./IV. (Kleve) († 1172), Graf von Kleve
- Dietrich III./V. (Kleve) (1160/1170–vor 1202), Graf von Kleve
- Dietrich IV./VI. (Kleve) (um 1185–1260), Graf von Kleve
- Dietrich V./VII. (Kleve) (um 1226–1275), Graf von Kleve
- Dietrich VI./VIII. (Kleve) (um 1256–1305), Graf von Kleve
- Dietrich VII./IX. (Kleve) (1291?–1347), Graf von Kleve
- Elisabeth von Kleve (um 1378–nach 1439), Herzogin von Bayern-Ingolstadt
- Elisabeth von Kleve (Mark) († 1361), Stifterin des Klosters Clarenberg
- Heinrich von Kleve († 1490), Ordensgeistlicher, Klosterreformer und Abt von Liesborn
- Irmgard von Kleve († 1319), Regentin der Grafschaft Berg
- Johann (Kleve) (um 1292–1368), Graf von Kleve
- Johannes Luf von Kleve gen. von Kervenheim († 1313), Dompropst in Münster (1310–1313)
- Katharina von Kleve (Geldern) (1417–1476), Herzogin von Geldern und Gräfin von Zutphen
- Meister der Katharina von Kleve (vor 1430–nach 1450), deutscher Buchmaler
- Otto (Kleve) (um 1278–1310), Graf von Kleve
- Otto Luf von Kleve († 1349), Domherr in Münster
- Rutger I. (Kleve) († 1050), Graf von Kleve
- Rutger II. (Kleve) († 1075), Graf von Kleve
- Sibylle von Jülich-Kleve-Berg (1512–1554), Kurfürstin von Sachsen, Gemahlin Johann Friedrichs I. von Sachsen
- Sibylle von Jülich-Kleve-Berg (1557–1627), Markgräfin von Burgau, Gemahlin Karls von Burgau
- Siegfried Luf von Kleve gen. von Kervenheim, Dompropst in Münster (1326–1339)